# Казијер
Казијер (итал. Casier) је насеље у Италији у округу Тревизо, региону Венето.
Према процени из 2011. у насељу је живело 3508 становника. Насеље се налази на надморској висини од 6 м.

## Становништво
| 1951. | 1961. | 1971. | 1981. | 1991. | 2001. | 2011.  |
| ----- | ----- | ----- | ----- | ----- | ----- | ------ |
| 3.180 | 3.376 | 4.508 | 5.689 | 6.795 | 8.935 | 11.018 |